# Litoria chloris
La rana arborícola australiana de ojos rojos (Litoria chloris) es una especie de anfibio anuro de la familia Pelodryadidae.

## Distribución geográfica
Originaria del este de Australia al norte de Sídney en Proserpine, Queensland.
Vive en bosques, humedales y sus entornos urbanos.
Los adultos buscan comida durante la noche, y pasan la mayor parte de su tiempo en los árboles.
Ponen sus huevos en cuerpos de agua permanentes o temporales, y los renacuajos se convierten rápidamente en ranas. Los renacuajos son inicialmente de color mostaza pero se vuelven verdes a medida que envejecen. Los renacuajos son notables saltadores y se los ha visto saltar del agua para atrapar insectos en pleno vuelo.